# Nghiễn Sơn
Nghiễn Sơn (chữ Hán giản thể: 砚山县) là một huyện phía nam của châu tự trị dân tộc Choang, Miêu Văn Sơn, tỉnh Vân Nam, Trung Quốc. Toàn huyện rộng 3888 km² và có 44 vạn dân (năm 2002) trong đó hơn 13 vạn là người Choang. Huyện lỵ là thị trấn Giang Na. Trực thuộc huyện này có 4 trấn và 8 hương.
- Trấn: Giang Na, Bình Viễn, Giá Ỷ và A Mãnh.
- Hương: A Xá, Duy Mạt, Bàn Long, Bát Dát, Giả Lạp, Bạng Nga, Can Hà, nông trường Hồi Long.